# Plantsoenhek
Een plantsoenhek (soms ook: struikelhek of scheidingshek) is een laag hekje dat gewoonlijk om openbaar groen zoals plantsoenen en soortgelijke tuin- en parkaanleg wordt geplaatst. Het hekje voorkomt dat fietsers en voetgangers het grasveld of tuin betreden en dat auto's er geparkeerd worden, waardoor het gras beschadigd wordt. De hoogte is ongeveer    35 cm.
De hekwerken die in de handel worden aangeboden zijn gewoonlijk modulair opgebouwd. Ze bestaan uit metalen bovenbuizen, schoren (de palen die in de bodem worden getrild), T-stukken, doppen en dergelijke. De T-stukken komen bovenop de schoren en de bovenbuizen worden er doorheen gevoerd.
De bovenbuizen zijn gewoonlijk van metaal dat verzinkt is en vervolgens gecoat wordt. De schoren kunnen zowel metalen buizen zijn als van hardhout worden vervaardigd, waarin zich dan een doorvoergat voor de bovenbuis bevindt.
Zwaardere uitvoeringen van een dergelijk hekwerk heten blokkadehekwerk en beveiligen tegen ramkraken en dergelijke.